# Sofia Albertina di Svezia
Sofia Albertina di Svezia (Stoccolma, 8 ottobre 1753 – Stoccolma, 17 marzo 1829) è stata una principessa e religiosa svedese.

## Biografia
Sofia Albertina era figlia del re Adolfo Federico di Svezia e di sua moglie, la principessa Luisa Ulrica di Prussia. Suo fratello era Gustavo III di Svezia.
Durante la giovinezza le fu impartita un'istruzione di prim'ordine. Suo maestro di musica fu il compositore italiano Francesco Antonio Uttini.
Data la sua posizione, venne per lei progettato in un primo tempo un matrimonio con il duca Guglielmo di Oldenburg e poi con il re Stanislao II di Polonia, ma nessuno dei due andò a buon fine.
Per assicurarle ad ogni modo una rendita vantaggiosa, nel 1767 venne scelta dal capitolo di Quedlinburg come futuro successore di sua zia Anna Amalia, che morirà nel 1787. Il 15 ottobre 1787 la nuova badessa fece il suo solenne ingresso nell'abbazia, anche se a partire dal 1790 trascorse molto più tempo in madrepatria che non al monastero.
Si preoccupò innanzitutto di riformare la religione e l'educazione pubblica entro i confini delle terre del monastero, aumentando anche il salario del clero; creò inoltre un piccolo teatro di corte nell'area abbaziale.
Dalla mediatizzazione del Sacro Romano Impero del 1803, Quedlinburg e le sue dipendenze territoriali vennero assegnate alla Prussia; il monastero venne sciolto, anche se le monache ottennero di potervi rimanere sino alla loro morte. Nel settembre di quello stesso anno, però, Sofia Albertina fece il proprio ritorno in Svezia, dove non trovò più la sua famiglia al potere, spodestata dalla filo-napoleonica casata dei Bernadotte, che ancora oggi regna sulla Svezia.

## Ascendenza
|                                       |                       |                                   | Genitori                                               |  |  | Nonni |  |  | Bisnonni                              |  |  | Trisnonni                        |  |
|                                       |                       |                                   |                                                        |  |  |       |  |  | Cristiano Alberto di Holstein-Gottorp |  |  | Federico III di Holstein-Gottorp |  |
|                                       |                       |                                   |                                                        |  |  |       |  |  | Cristiano Alberto di Holstein-Gottorp |  |  | Federico III di Holstein-Gottorp |  |
|                                       |                       | Maria Elisabetta di Sassonia      |                                                        |  |  |       |  |  | Cristiano Alberto di Holstein-Gottorp |  |  |                                  |  |
| Cristiano Augusto di Holstein-Gottorp |                       |                                   |                                                        |  |  |       |  |  | Cristiano Alberto di Holstein-Gottorp |  |  |                                  |  |
|                                       |                       | Federica Amalia di Danimarca      | Federico III di Danimarca                              |  |  |       |  |  |                                       |  |  |                                  |  |
|                                       |                       | Federica Amalia di Danimarca      | Federico III di Danimarca                              |  |  |       |  |  |                                       |  |  |                                  |  |
|                                       |                       | Federica Amalia di Danimarca      | Sofia Amelia di Brunswick-Lüneburg                     |  |  |       |  |  |                                       |  |  |                                  |  |
| Adolfo Federico di Svezia             |                       | Federica Amalia di Danimarca      |                                                        |  |  |       |  |  |                                       |  |  |                                  |  |
|                                       |                       | Federico VII di Baden-Durlach     | Federico VI di Baden-Durlach                           |  |  |       |  |  |                                       |  |  |                                  |  |
|                                       |                       | Federico VII di Baden-Durlach     | Federico VI di Baden-Durlach                           |  |  |       |  |  |                                       |  |  |                                  |  |
|                                       |                       | Federico VII di Baden-Durlach     | Cristina Maddalena del Palatinato-Zweibrücken-Kleeburg |  |  |       |  |  |                                       |  |  |                                  |  |
| Albertina Federica di Baden-Durlach   |                       | Federico VII di Baden-Durlach     |                                                        |  |  |       |  |  |                                       |  |  |                                  |  |
|                                       |                       | Augusta Maria di Holstein-Gottorp | Federico III di Holstein-Gottorp                       |  |  |       |  |  |                                       |  |  |                                  |  |
|                                       |                       | Augusta Maria di Holstein-Gottorp | Federico III di Holstein-Gottorp                       |  |  |       |  |  |                                       |  |  |                                  |  |
|                                       |                       | Augusta Maria di Holstein-Gottorp | Maria Elisabetta di Sassonia                           |  |  |       |  |  |                                       |  |  |                                  |  |
| Sofia Albertina di Svezia             |                       | Augusta Maria di Holstein-Gottorp |                                                        |  |  |       |  |  |                                       |  |  |                                  |  |
|                                       | Federico I di Prussia | Federico Guglielmo di Brandeburgo |                                                        |  |  |       |  |  |                                       |  |  |                                  |  |
|                                       | Federico I di Prussia | Federico Guglielmo di Brandeburgo |                                                        |  |  |       |  |  |                                       |  |  |                                  |  |
|                                       | Federico I di Prussia | Luisa Enrichetta d'Orange         |                                                        |  |  |       |  |  |                                       |  |  |                                  |  |
| Federico Guglielmo I di Prussia       | Federico I di Prussia |                                   |                                                        |  |  |       |  |  |                                       |  |  |                                  |  |
|                                       |                       | Sofia Carlotta di Hannover        | Ernesto Augusto di Brunswick-Lüneburg                  |  |  |       |  |  |                                       |  |  |                                  |  |
|                                       |                       | Sofia Carlotta di Hannover        | Ernesto Augusto di Brunswick-Lüneburg                  |  |  |       |  |  |                                       |  |  |                                  |  |
|                                       |                       | Sofia Carlotta di Hannover        | Sofia del Palatinato                                   |  |  |       |  |  |                                       |  |  |                                  |  |
| Luisa Ulrica di Prussia               |                       | Sofia Carlotta di Hannover        |                                                        |  |  |       |  |  |                                       |  |  |                                  |  |
|                                       |                       | Giorgio I d'Inghilterra           | Ernesto Augusto di Brunswick-Lüneburg                  |  |  |       |  |  |                                       |  |  |                                  |  |
|                                       |                       | Giorgio I d'Inghilterra           | Ernesto Augusto di Brunswick-Lüneburg                  |  |  |       |  |  |                                       |  |  |                                  |  |
|                                       |                       | Giorgio I d'Inghilterra           | Sofia del Palatinato                                   |  |  |       |  |  |                                       |  |  |                                  |  |
| Sofia Dorotea di Hannover             |                       | Giorgio I d'Inghilterra           |                                                        |  |  |       |  |  |                                       |  |  |                                  |  |
|                                       |                       | Sofia Dorotea di Celle            | Giorgio Guglielmo di Brunswick-Lüneburg                |  |  |       |  |  |                                       |  |  |                                  |  |
|                                       |                       | Sofia Dorotea di Celle            | Giorgio Guglielmo di Brunswick-Lüneburg                |  |  |       |  |  |                                       |  |  |                                  |  |
|                                       |                       | Sofia Dorotea di Celle            | Éléonore d'Esmier d'Olbreuse                           |  |  |       |  |  |                                       |  |  |                                  |  |
|                                       |                       | Sofia Dorotea di Celle            |                                                        |  |  |       |  |  |                                       |  |  |                                  |  |